# Nomura Kodō

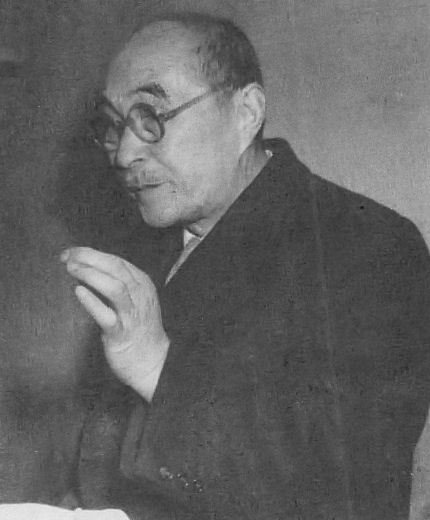
Nomura Kodō, 1950

Nomura Kodō (japanisch 野村 胡堂; geboren 15. Oktober 1882 in Hikobe von  (Präfektur Iwate); gestorben 14. April 1963 in Tokio) war ein japanischer Schriftsteller.

## Leben und Wirken
Nomura Kodō trat 1897 in die „Morioka Prefectural Junior High School“ (県立盛岡中学校) ein, wo er Kindaichi Kyōsuke und Ishikawa Takuboku kennenlernte. Er begann ein Studium an der juristischen Fakultät der Kaiserlichen Universität Tokio, musste es aber wegen des Todes seines Vaters abbrechen.
1912 begann Nomura für die Zeitung „Hōchi Shimbun“ (報知新聞) in Tokio zu arbeiten, und zwar bis sie 1942 in der Zeitung Yomiuri Shimbun aufging. Er schrieb Gesellschaftskritiken, besprach aber unter dem Namen „Araebisu“ auch Schallplatten. 1931, als das Magazin „Ōru Yomimono“ (オール読物) zum ersten Mal veröffentlicht wurde, wurde er gebeten, Geschichten im Stil der „Torimono-chō“ (捕物帳) zu verfassen, also Fallbeschreibungen eines Diebesfängers zu schreiben. Er nahm aus dem Buch „Zuikoden“ (水滸伝), das er sehr schätzte, Anregungen, mit denen er seine Figur „Zenigata Heiji“ (銭形 平次) ausstattete. Nach dem Sherlock-Holmes-Modell stellte er ihm den Gehilfen Hachigorō zur Seite. Diese Geschichte publizierte 27 Jahre lang in Fortsetzungen unter dem Titel „Notizen zum Detektiv Zenigata Heiji“ (銭形平次捕物控, Zenigata Heiji torimono-hikae). 1958 wurde er dafür mit dem 6. Kikuchi-Kan-Preis ausgezeichnet.
Weitere Geschichten sind „Sanman ryō gojūsan tsugi“ (三万両五十三次) 1934, der Kampf um 30.000 Ryō am Ende der Edo-Zeit, und „Kodō Hyakuwa“ (胡堂百話) 1959, eine Essay-Sammlung. An zentraler Stelle seiner Heimatstadt Shiwa befindet die die „Nomura Kodō Gedenkbibliothek“ (野村胡堂記念文庫, Nomura Kodō kinen bunko). Er wurde nach seinem Tode mit dem Orden des Heiligen Schatzes dritter Klasse ausgezeichnet.